# 경복궁역
경복궁(정부서울청사)역(Gyeongbokgung(Government Complex-Seoul)Station, 景福宮(政府首尔廳舍)驛)은 서울특별시 종로구 적선동에 있는 수도권 전철 3호선의 전철역이다.

## 역사
1983년 건축가 김수근이 설계를 맡아 1985년에 완공했다. 역사 내에는 서울교통공사 미술관이 있으며, 1985년에 우수 건축물로 선정되어 한국건축가협회상을 받기도 했다.
- 1983년 9월 13일 : 중앙청역(中央廳驛)으로 역명 결정[1]
- 1985년 10월 18일 : 서울 지하철 3호선 독립문 ~ 양재 구간 개통과 함께 영업 개시[2]
- 1987년 5월 1일 : 경복궁역으로 변경[3][4]
- 2000년 3월 : 경복궁역을 경복궁 (정부중앙청사)역으로 변경
- 2013년 1월 3일 : 경복궁(정부중앙청사)역을 경복궁(정부서울청사)역으로 변경[5]

## 역 구조
1면 2선의 섬식 승강장으로 스크린도어가 설치되어 있다. 출구는 7개로, 5번 출구의 경우 경복궁과 연결되어 있다. 대합실은 지하 1층과 지하 2층에, 승강장은 지하 3층에 있다.
원래 선로 벽에 회색과 연두색이 섞인 내장재였으나 벽돌이 아닌 가연재 재질이라는 것으로 경복궁역에 화재가 발생할 경우 가연재 벽면이 불타면서 목숨이 위험할 것을 대비해서 벽을 철거해 승강장 쪽 기둥 역명판만 남았다. 

### 승강장
| 독립문 ↑ |
| 하상 \|  |
| ↓ 안국   |

| 상행 | ● 수도권 전철 3호선 | 불광 · 연신내 · 구파발 · 지축 · 대화 방면        |
| 하행 | ● 수도권 전철 3호선 | 종로3가 · 충무로 · 고속터미널 · 수서 · 오금 방면 |

## 역 주변
- 경기상업고등학교
- 경복고등학교
- 경복궁
- 광화문
- 근정전
- 다이소 경복궁역점
- 교보문고 광화문점
- 구세군 회관
- 국립고궁박물관
- 국립문화재연구소
- 국립민속박물관
- 국립서울농학교
- 국립서울맹학교
- 도렴동
- 동십자각
- 주한 미국 대사관
- 주한 일본 대사관
- 주한 쿠웨이트 대사관
- 배화여자고등학교
- 배화여자대학교
- 배화여자중학교
- 사직공원
- 사직동주민센터, 파출소
- 상명대학교
- 서울특별시경찰청
- 서울 지하철 5호선 광화문역
- 서울특별시교원연수원
- 세종로
- 세종로성당
- 세종문화회관
- 연합뉴스
- 통인시장
- 연합뉴스TV
- 옥인시장
- 정부정보화교육센터
- 대한민국역사박물관
- 정부서울청사
  - 여성가족부
  - 외교부
  - 통일부
  - 개인정보보호위원회
  - 금융위원회
- 종로도서관
- 종로구보건소
- 종로문화체육센터
- 주한 교황청 대사관
- 청와대
- 청운효자동행정복지센터
- 통의동우체국
- 한국생산성본부

## 사진

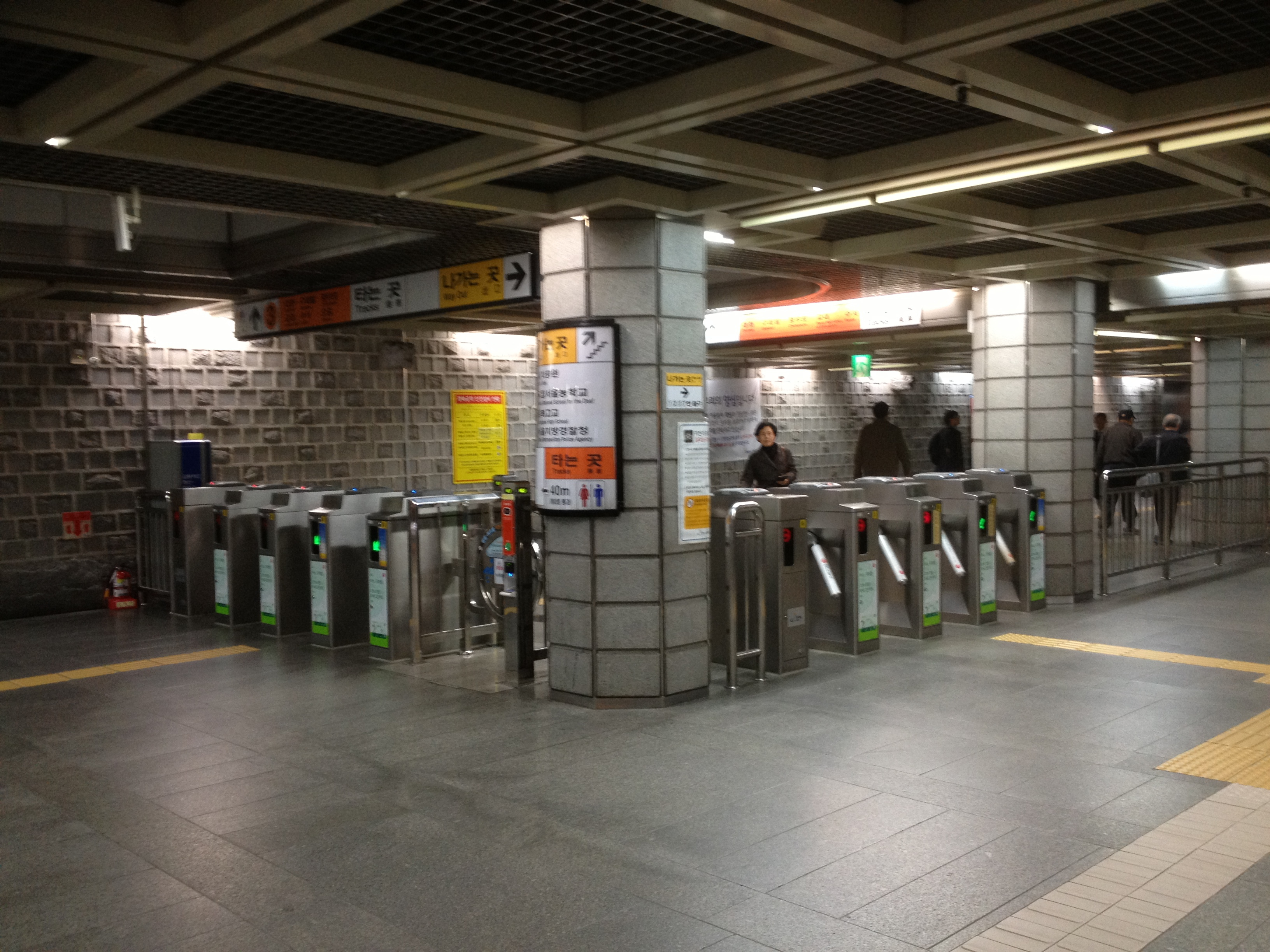
개찰구
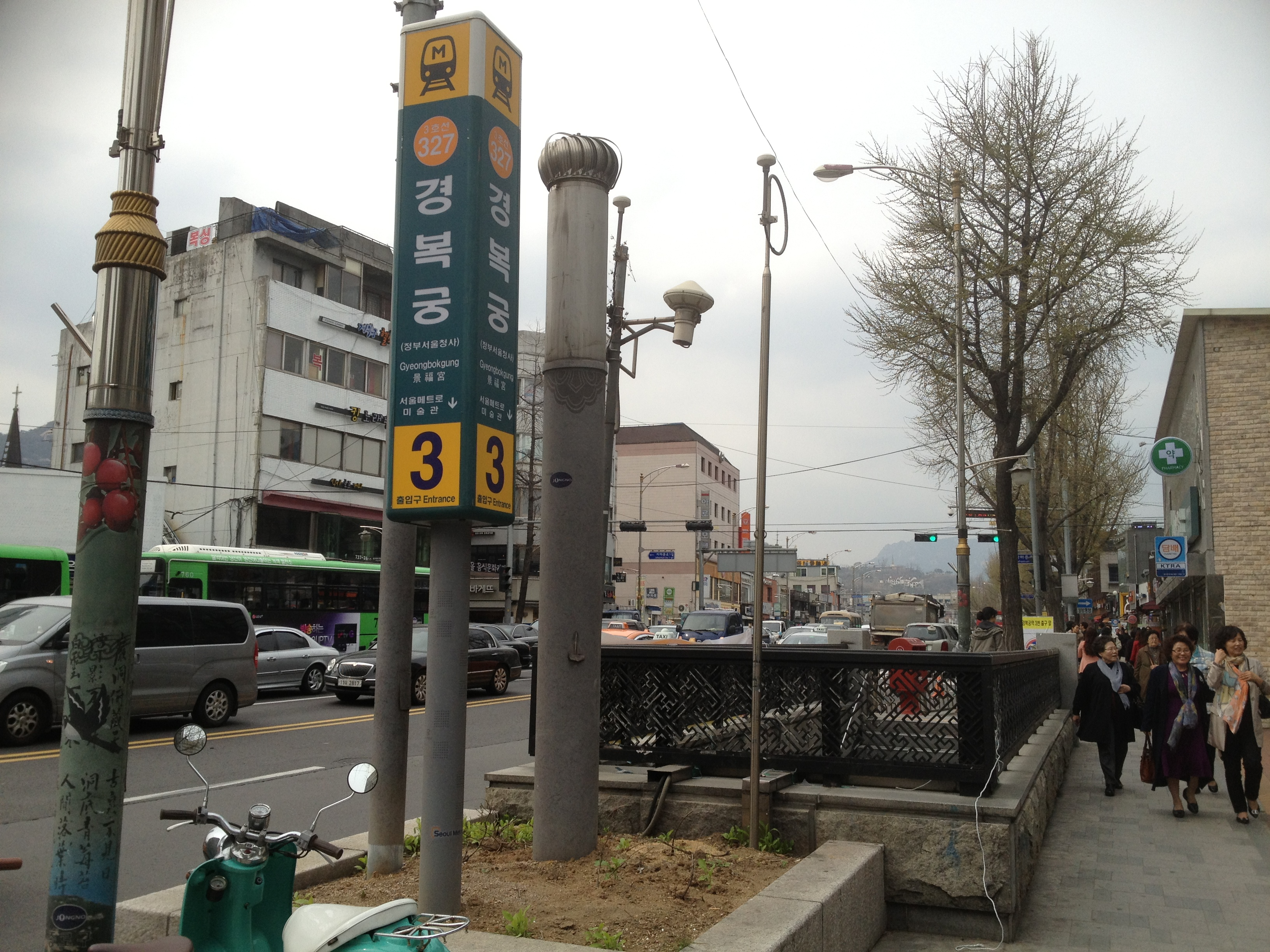
3번 출입구
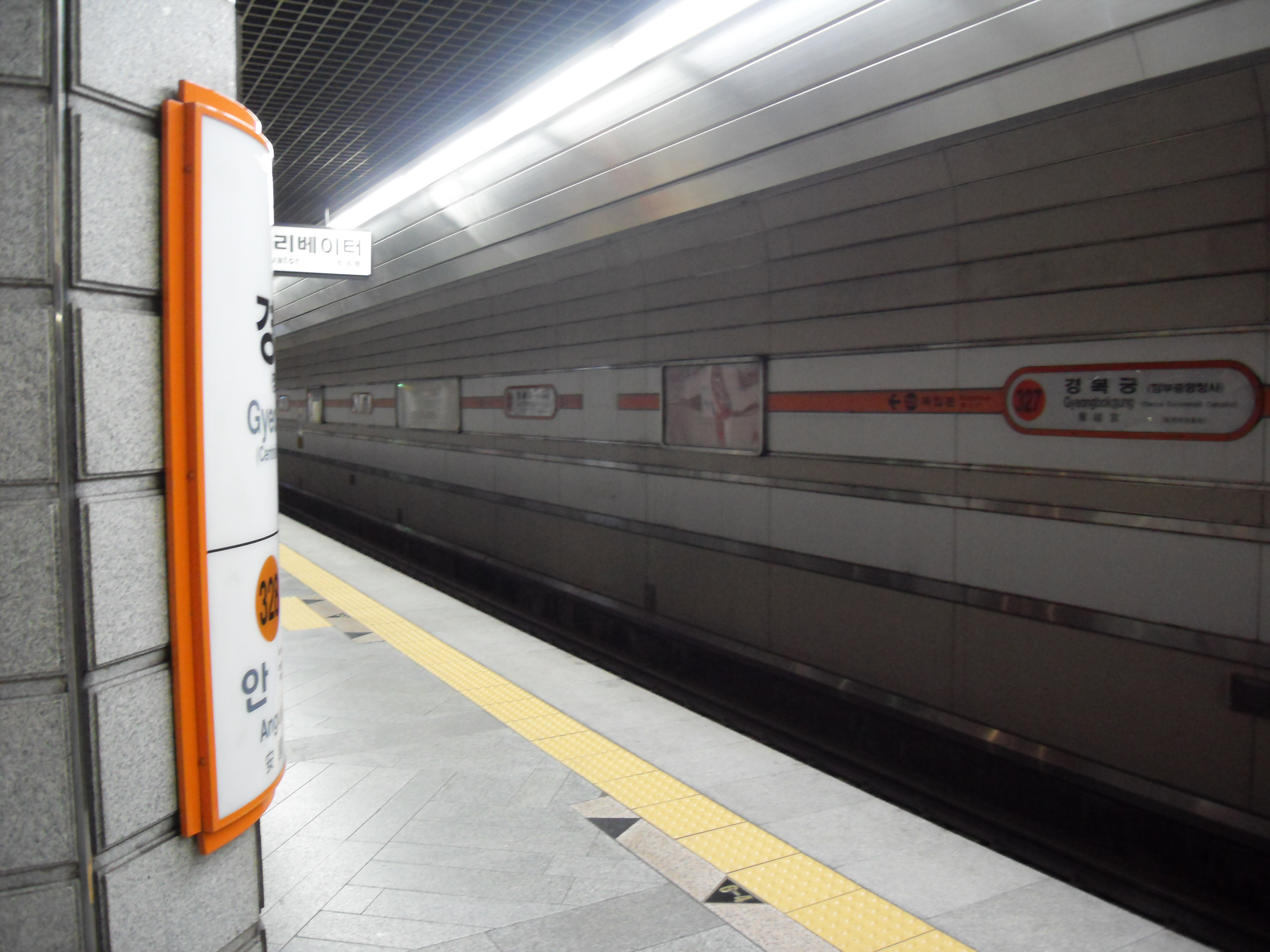
승강장 (스크린도어 설치 전)
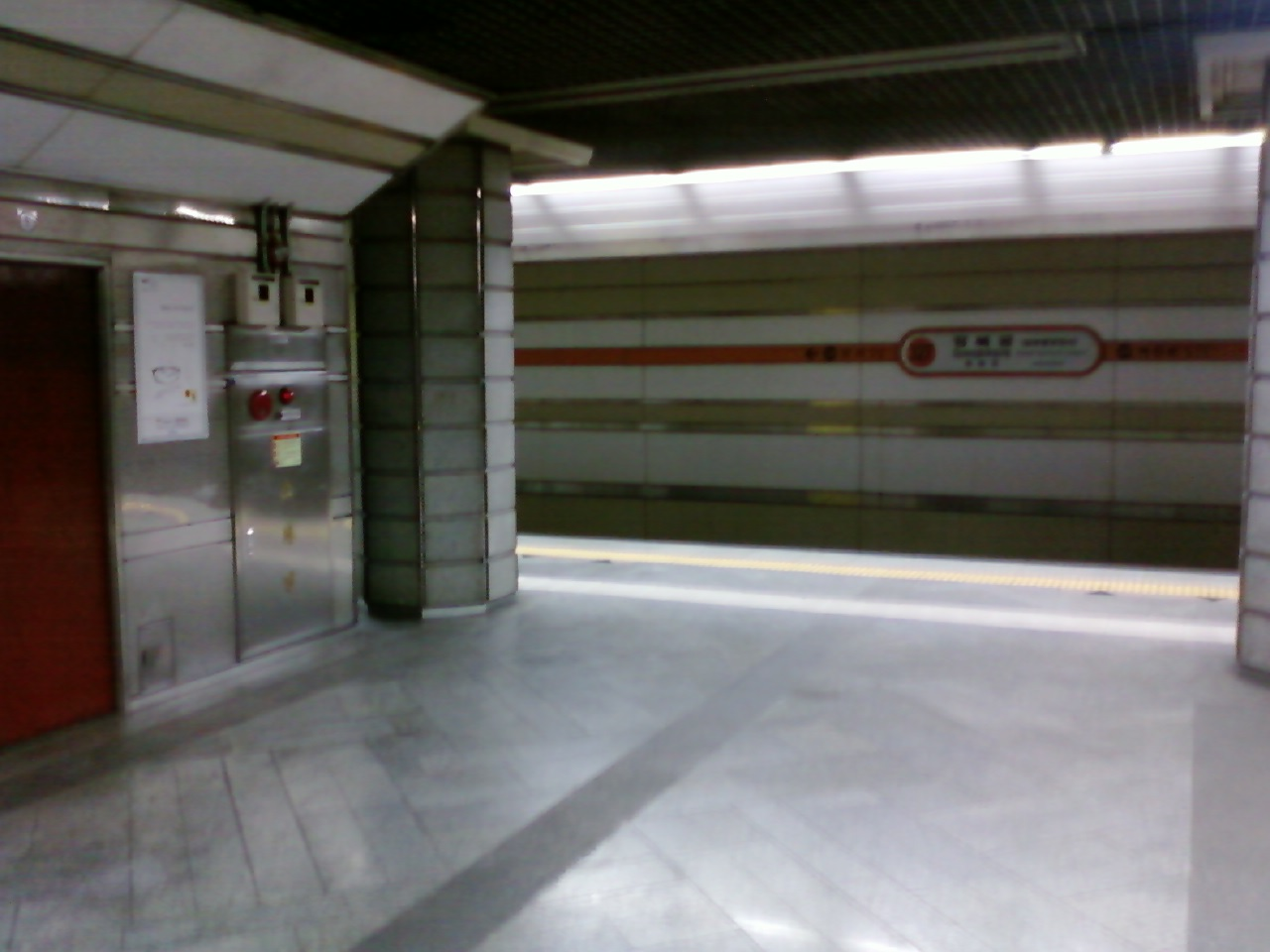
현재 선로 역명판은 철거
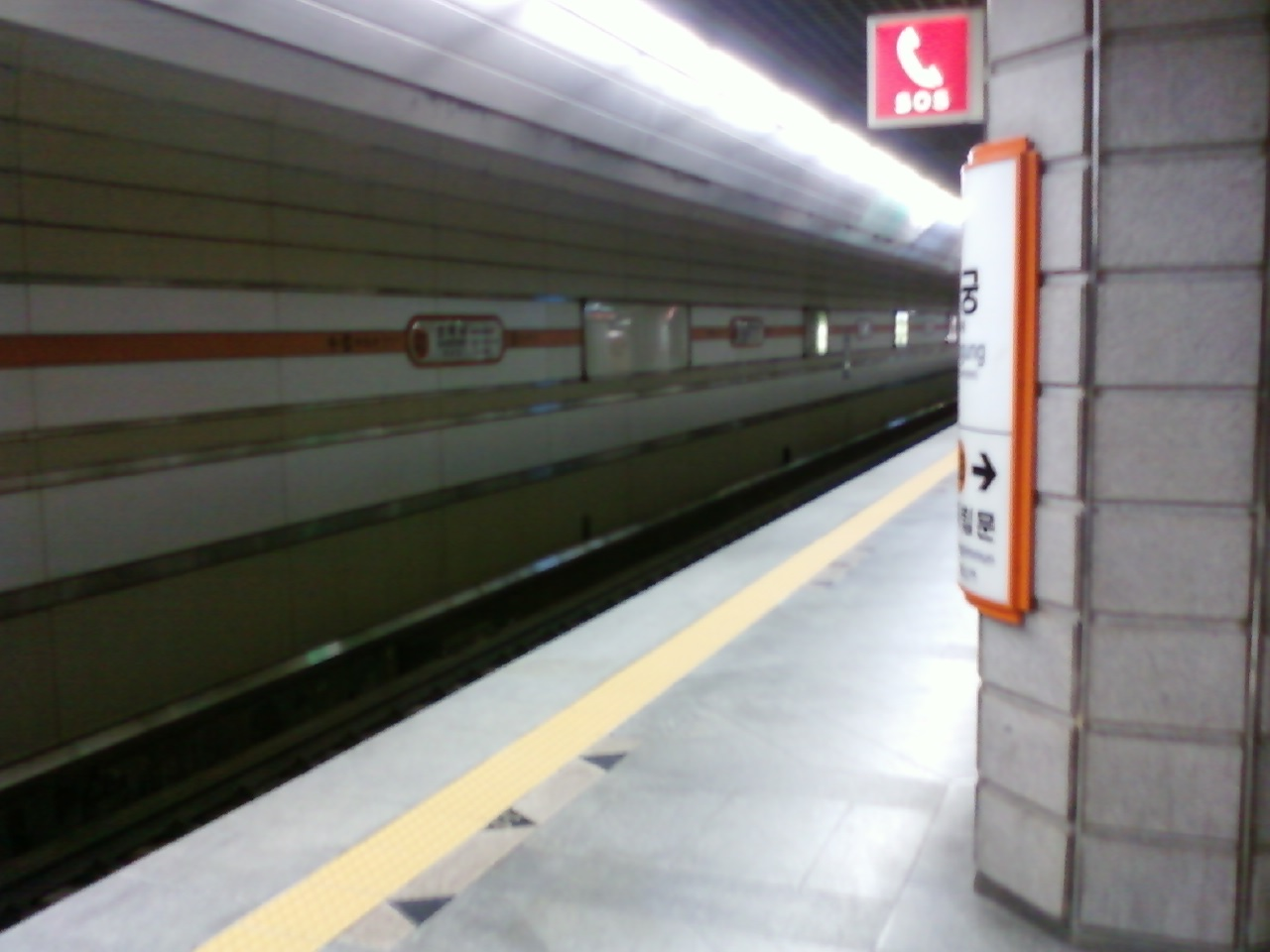
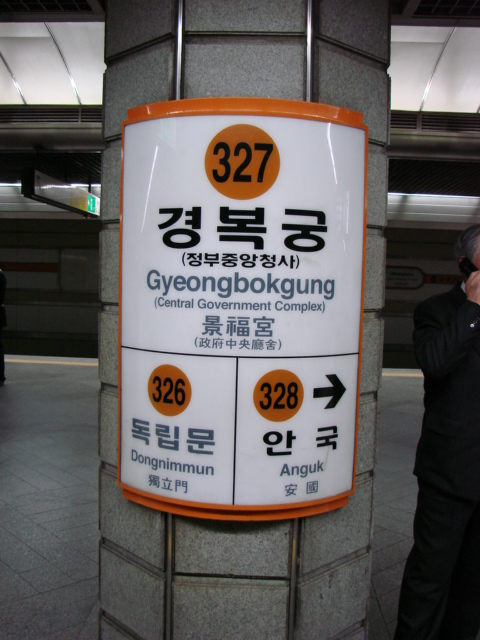
역명판 (안국 방면,병기역명,교체,원흥역,수서역~오금역 연장 개통,스크린도어 설치 전,서울메트로 시절)
한국건축가협회상 수상판
불로문
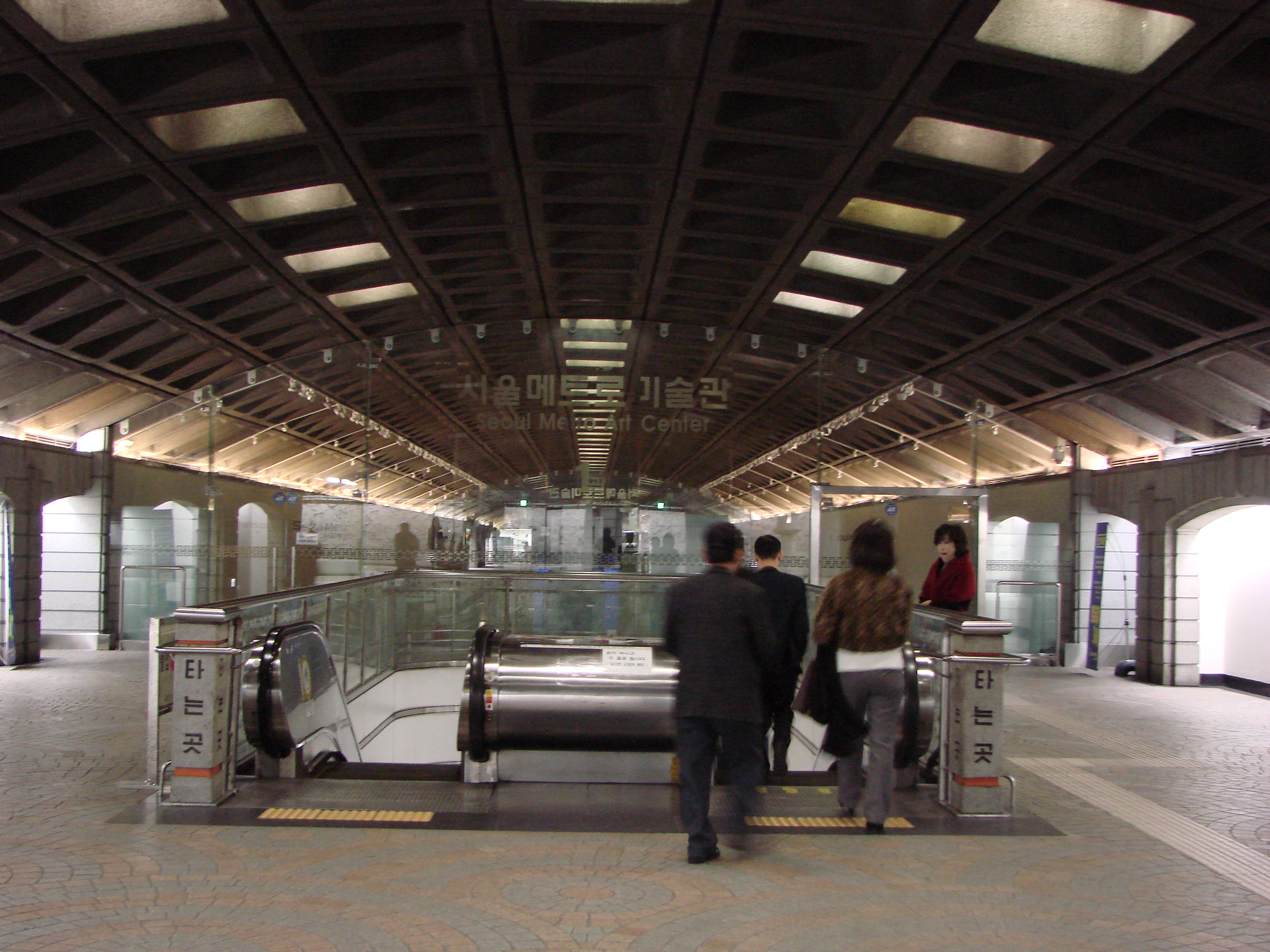
미술관 앞
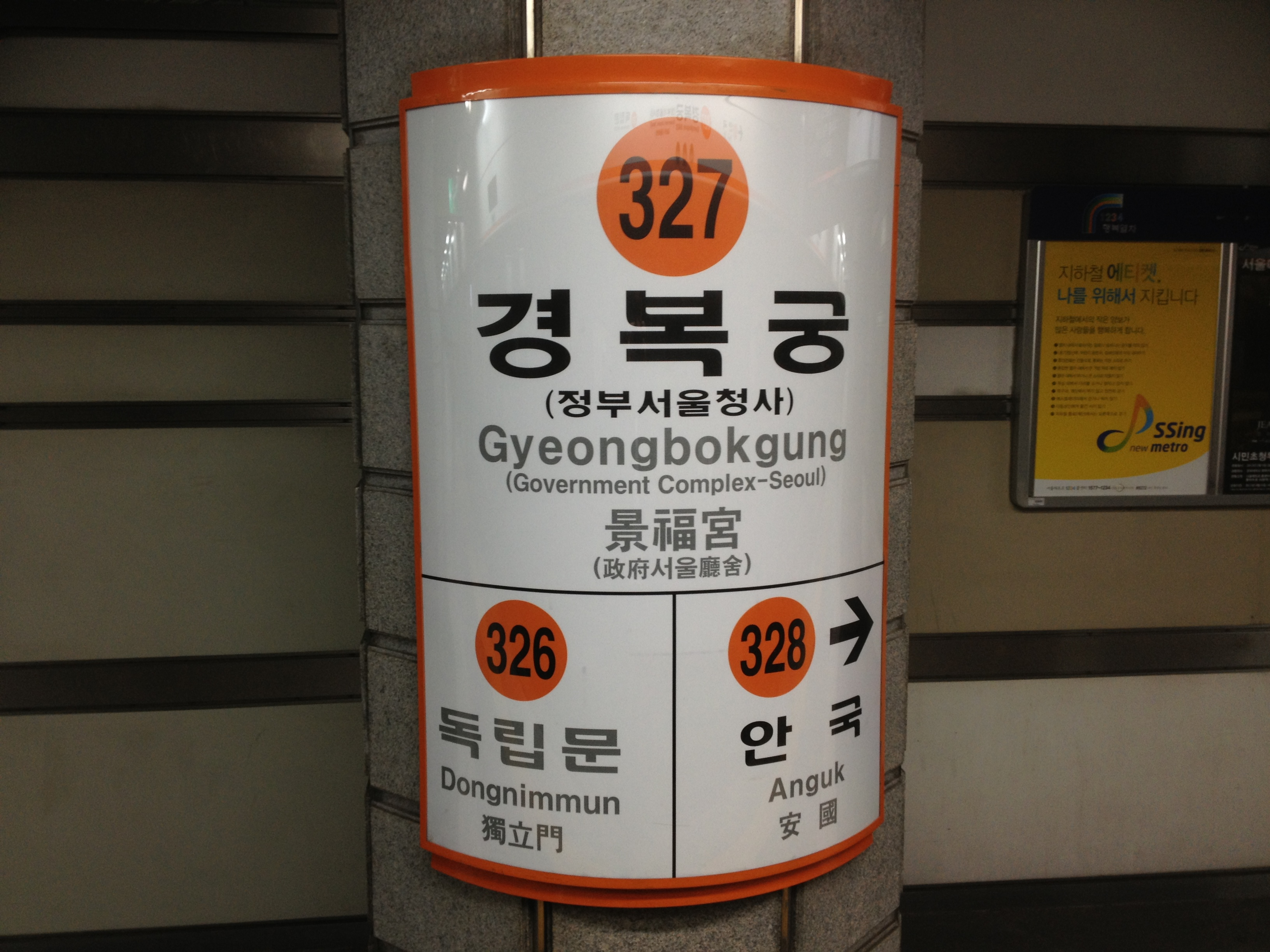
역명판(병기역명 변경,원흥역,수서오금선 개통,스크린도어 설치,중앙청 파괴 후,교체 전)
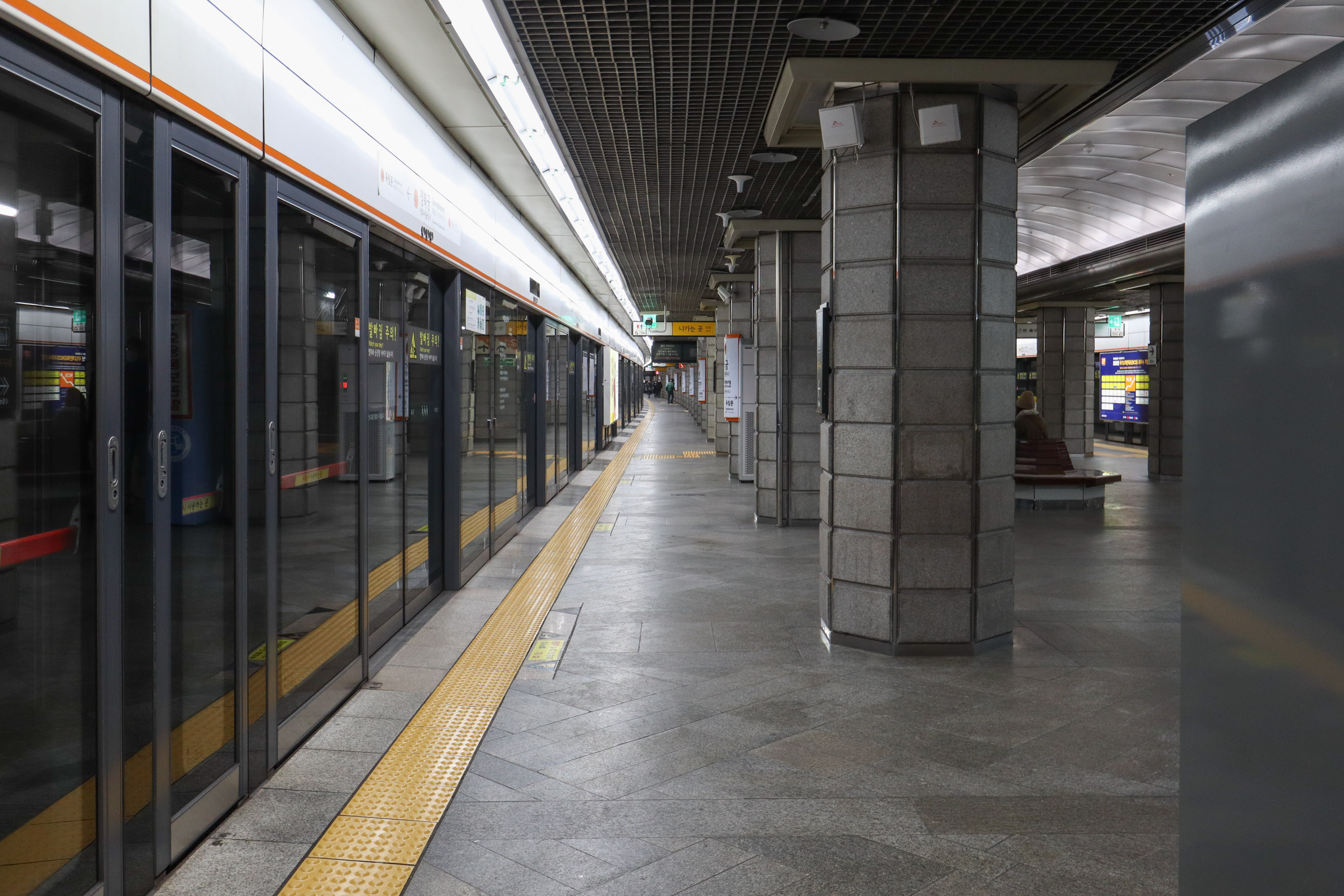
승강장
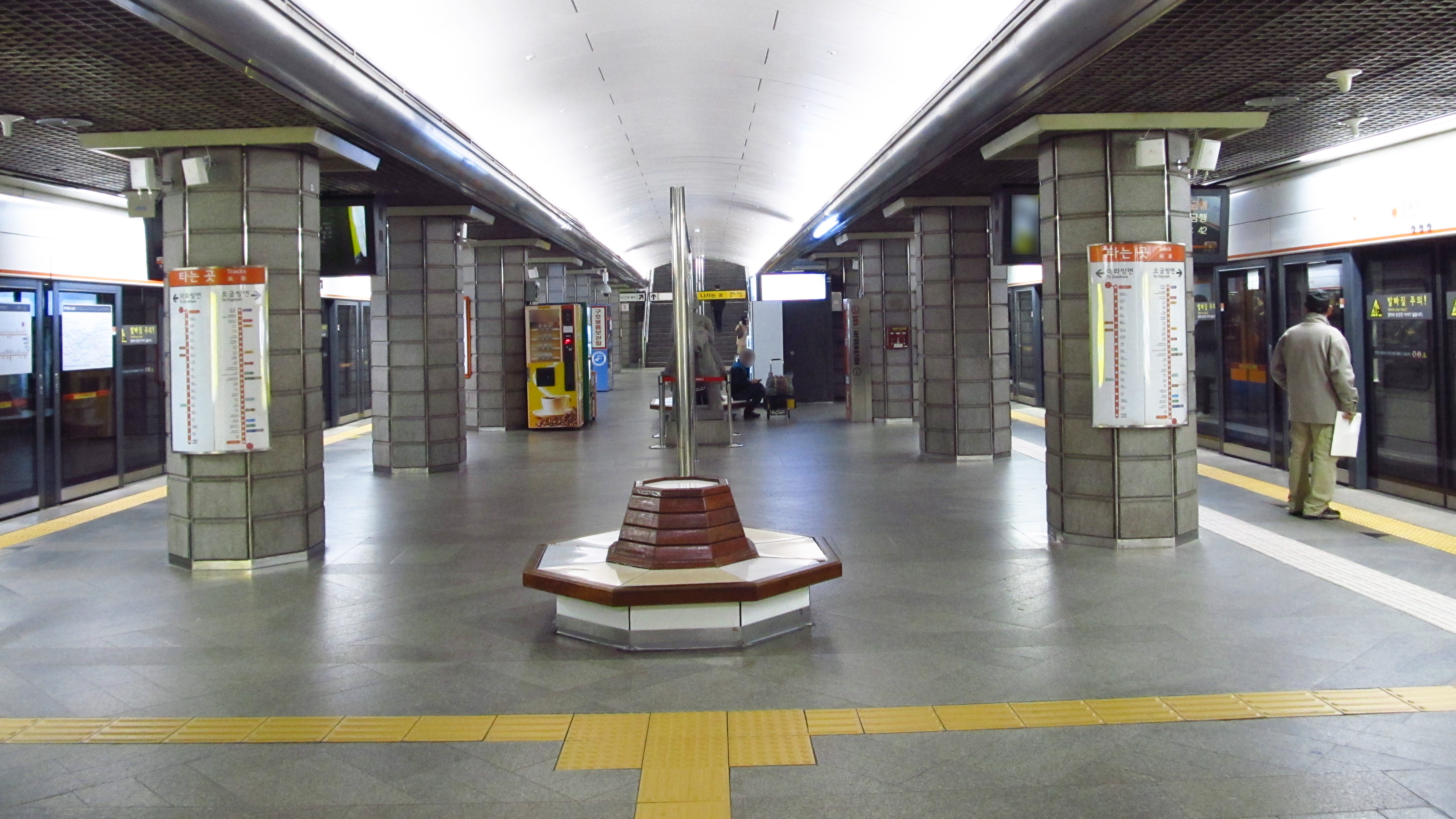
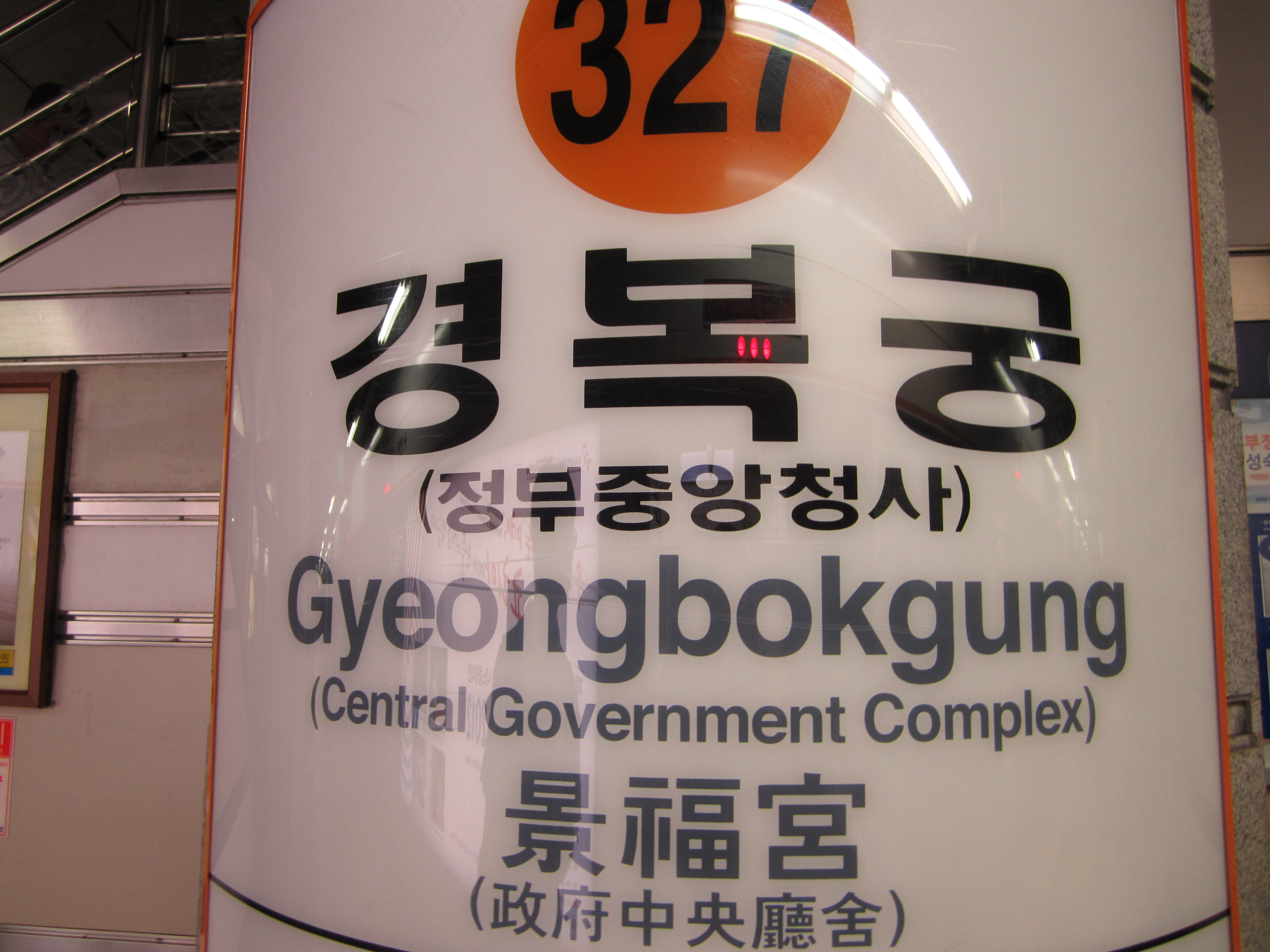
초기 역명판(2000~병기역명 변경 전까지)
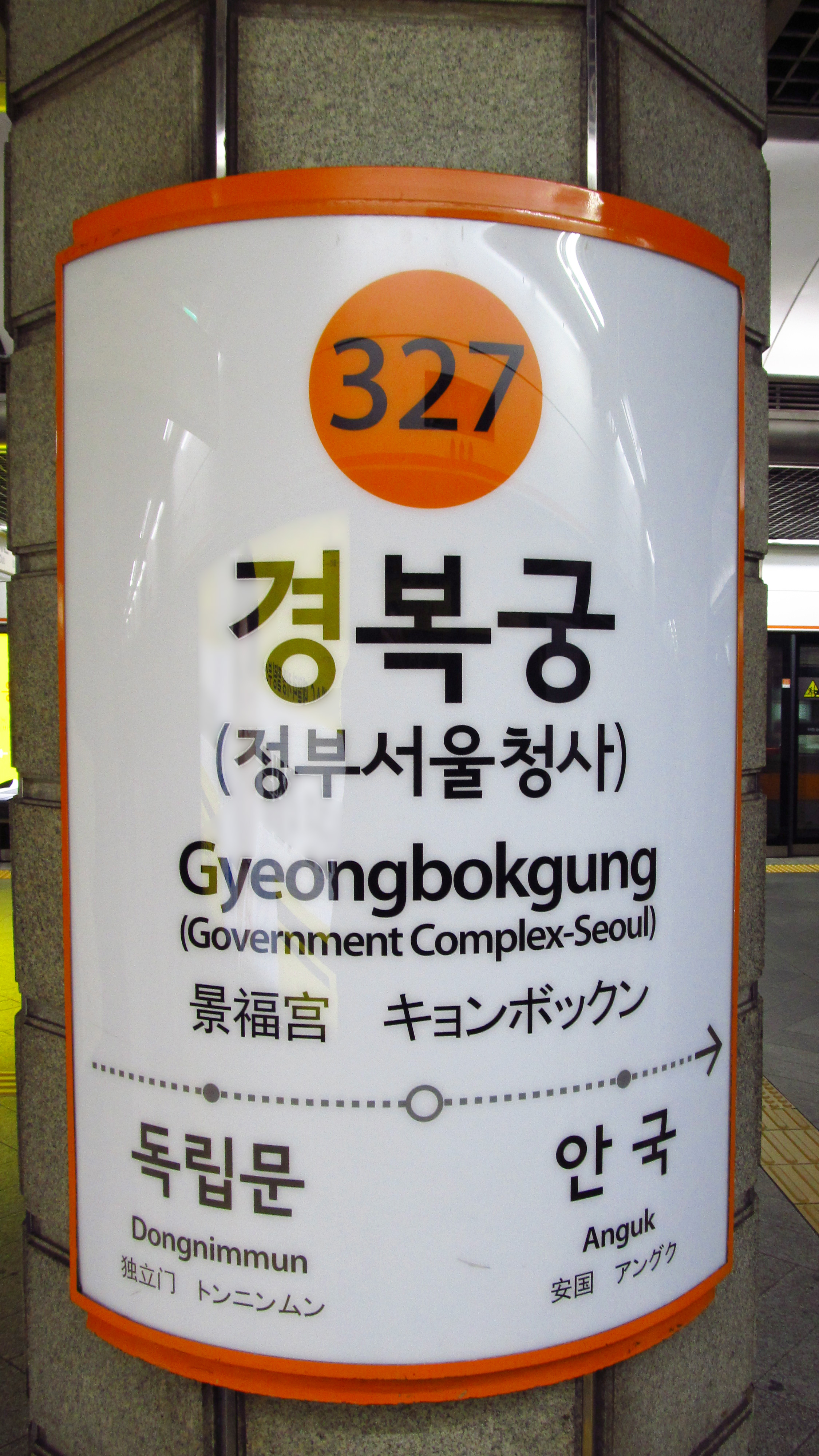
현재 역명판
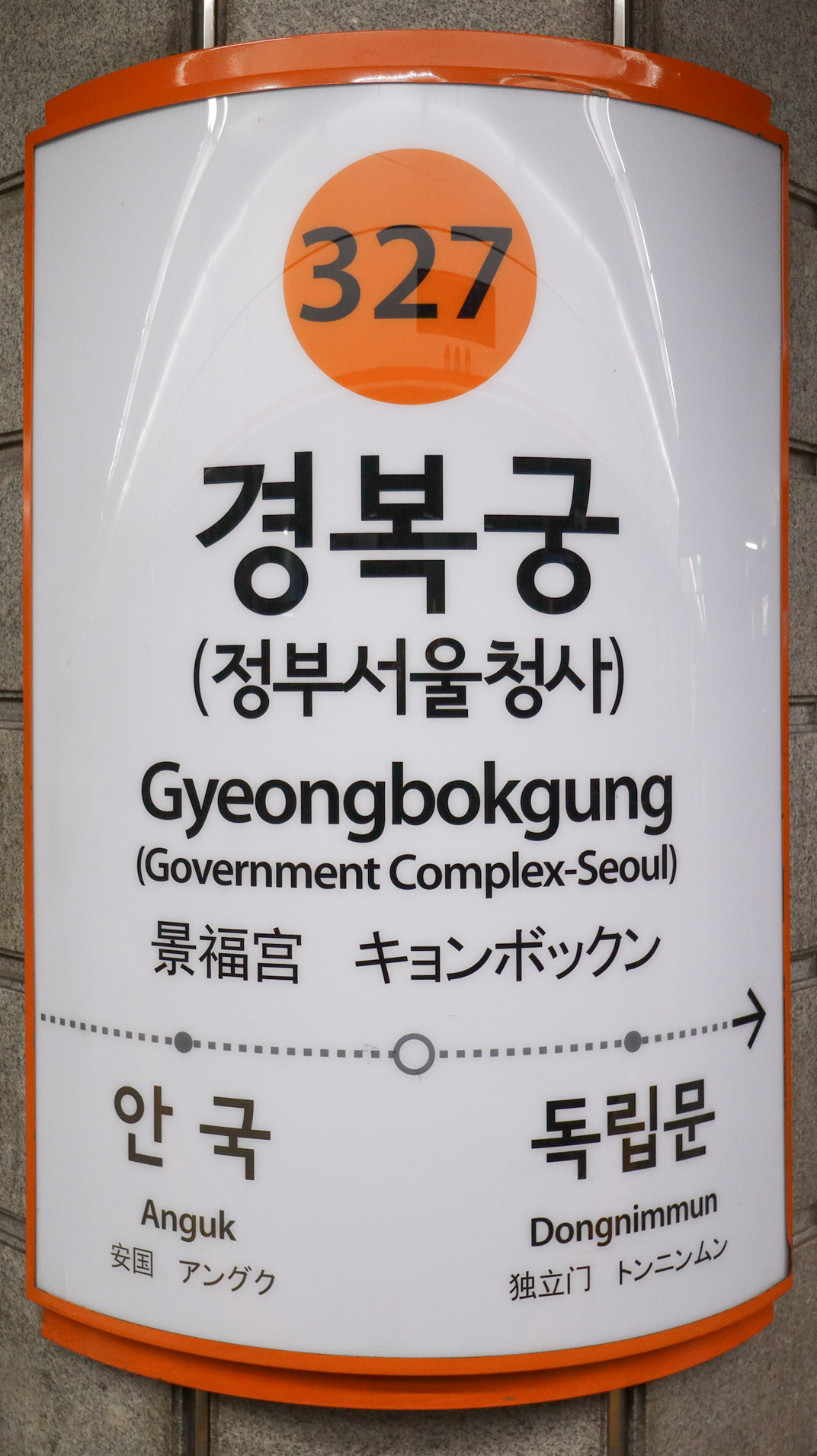
반대 방향 역명판

## 이용객 변동
| 노선  | 노선   | 일평균 인원수 (명/일) | 일평균 인원수 (명/일) | 일평균 인원수 (명/일) | 일평균 인원수 (명/일) | 일평균 인원수 (명/일) | 일평균 인원수 (명/일) | 일평균 인원수 (명/일) | 일평균 인원수 (명/일) | 일평균 인원수 (명/일) | 일평균 인원수 (명/일) | 각주  |
| 노선  | 노선   | 2000년                | 2001년                | 2002년                | 2003년                | 2004년                | 2005년                | 2006년                | 2007년                | 2008년                | 2009년                | 각주  |
| ----- | ------ | --------------------- | --------------------- | --------------------- | --------------------- | --------------------- | --------------------- | --------------------- | --------------------- | --------------------- | --------------------- | ----- |
| 3호선 | 승차   | 18,965                | 19,672                | 19,843                | 19,735                | 20,768                | 20,049                | 19,690                | 20,121                | 20,293                | 21,267                | [ 6 ] |
| 3호선 | 하차   | 20,320                | 21,169                | 21,084                | 21,033                | 21,879                | 21,061                | 20,805                | 21,180                | 21,393                | 22,518                | [ 6 ] |
| 3호선 | 승하차 | 39,285                | 40,841                | 40,927                | 40,769                | 42,646                | 41,110                | 40,495                | 41,302                | 41,686                | 43,786                | [ 6 ] |
| 노선  | 노선   | 2010년                | 2011년                | 2012년                | 2013년                | 2014년                | 2015년                | 2016년                | 2017년                | 2018년                |                       | [ 6 ] |
| 3호선 | 승차   | 21,466                | 21,819                | 22,616                | 23,281                | 24,639                | 24,641                | 25,813                | 25,109                | 25,376                |                       | [ 6 ] |
| 3호선 | 하차   | 22,828                | 23,381                | 24,101                | 24,684                | 26,274                | 26,228                | 27,035                | 26,107                | 25,898                |                       | [ 6 ] |
| 3호선 | 승하차 | 44,294                | 45,200                | 46,717                | 47,965                | 50,914                | 50,869                | 52,848                | 51,216                | 51,274                |                       | [ 6 ] |

## 인접한 역
| 서울 지하철 3호선    | 서울 지하철 3호선   | 서울 지하철 3호선  |
| -------------------- | ------------------- | ------------------ |
| 326 독립문 대화 방면 | ● 수도권 전철 3호선 | 328 안국 오금 방면 |